# L'Affaire (Soukhovo-Kobyline)
L'Affaire (en russe : Де́ло, Delo) est une farce en cinq actes d'Alexandre Soukhovo-Kobyline écrite en 1861. Elle est considérée comme le second volet de la trilogie dont les deux autres sont Le Mariage de Kretchinski (1854) et La Mort de Tarelkine (1869).
La pièce est pour la première fois publiée à Leipzig en 1861, alors qu'en Russie seulement en 1869. En Russie, la pièce est interdite de représentation jusqu'en 1881.

## Argument

### Retour en arrière
Dans le premier volet de la trilogie, Kretchinski met en gage un faux bijou pour emprunter de l'argent. Lorsque l'escroquerie est découverte, sa fiancée Lidotchka donne à l'usurier sa broche avec de vrais diamants, expliquant l’incident par une fâcheuse erreur. L'action de L'Affaire commence six ans plus tard.

### Ieracte
Appartement de Mouromski
Vladimir Nelkine, un ancien soupirant de Lidotchka rentre de l'étranger et apprend que la jeune fille est accusée d'escroquerie au même titre que Kretchinski. Les charges portées contre elle s'appuient sur le faux témoignage d'un des serviteurs. Les rumeurs les plus scandaleuses circulent à propos de la relation entre deux accusés, on parle même d'une grossesse dissimulée. Kretchinski écrit une lettre à Piotr Mouromski, le père de Lidotchka, lui demandant d'avoir recours aux pots-de-vin en cas de besoin. Différentes personnes approchent Mouromski, promettant de régler l'affaire avec un pot-de-vin, il est question de sommes énormes, jusqu'à vingt mille roubles. Parmi ces personnes se trouve Candide Tarelkine, un agent public à la réputation douteuse, mais ayant accès à ceux qui peuvent décider de l'issue du procès. Sur le conseil du gérant de son domaine, Mouromski offre un petit pot-de-vin à Tarelkine.

### IIeacte
Ministère public
Tarelkine discute du cas de Kretchinski avec ses collègues. Un conseiller d’État Maxime Varravine, chef du bureau, entre. Tarelkine rapporte que Mouromski est prête à payer, mais qu'il est déjà pratiquement ruiné.
Varravine reçoit Piotr Mouromski et lui expose l’affaire absurde. Ils négocient, Varrvine dit qu'il acceptera vingt-quatre mille roubles, Mouromski en propose dix. Varravine se lève et quitte la pièce. Resté seul, Mouromski se rend compte que vingt-quatre mille roubles nécessiteront la vente du domaine familial, ce qui constitue une faillite absolue. Mouromski décide de chercher la vérité devant les plus hautes instances.
Varravine et Tarelkine apprennent que Mouromski compte solliciter l'aide du prince. Pour garantir l'échec de son entreprise, Tarelkine doit envoyer Mouromski à la réception du matin - le matin, le prince est généralement de mauvaise humeur, car il souffre d'estomac.

### IIIeacte
Appartement de Mouromski.
Mouromski arborant ses décorations militaires, écrit un résumé de l'affaire, se prépare pour l'audience avec le prince. Tarelkine, qui est également présent, exprime ses doutes sur l'issue favorable. Pendant quelque temps, Tarelkine et Anna Atouieva discutent des circonstances de l'affaire. Enfin, Mouromski revient - le prince ne l'a pas reçu. Tarelkine explique qu'il aurait fallu donner dix roubles en argent au secrétaire. Il ressort des explications de Tarelkine que personne ne se soucie du problème des Mouromski, et que seul l'argent peut aider sa cause.
Le bureau et les appartements du prince.
Tarelkine s'assure auprès du secrétaire que le prince n'est pas bien disposé. Se réjouissant de cette circonstance, il demande que Mouromski soit reçu. Mouromski tente d'expliquer l'essentiel de la question, confus, le prince tente de se débarrasser du pétitionnaire. La conversation tourne au scandale, Mouromski insulte le prince, on le jette dehors.
Le prince se renseigne toutefois sur les circonstances de l'affaire auprès de Varravine, après quoi il décide de renvoyer l'affaire pour complément d'enquête. Varravine et Tarelkine sont bouleversés par cette situation, car ils voient la perspective d'un pot-de-vin s'éloigner. Varravine décide de demander le plus tôt possible l'argent à Mouromski.

### IVeacte
Appartement de Mouromski.
Mouromski et Nelkine apprennent que s'ils ne payent pas Varravine avant quatre heures de l'après-midi, on va ordonner la commission médicale pour déterminer si Lidotchka a eu un enfant de Kretchinski. Nelkine, dans l'horreur, demande à Mouromski de tout donner, afin d'éviter cette honte. Toutes les personnes présentes - Atouieva, Lidotchka, Nelkine et même le gérant Sidorov qui ne fait pas partie de la famille, mais prend l'affaire à cœur - réunissent leur argent et bijoux pour payer le montant requis.

### Veacte
Ministère public.
Mouromski remet une enveloppe à Varravine et s'en va. Soudain, on lui demandé de revenir. Varravine, avec le témoin, un huissier de justice, accuse Mouromski de tentative de corruption d'agents publics, mais, en raison de son âge respectable il se dit être prêt de ne pas l'arrêter et propose à Mouromski de reprendre l'argent et de partir. Mouromski prend l'enveloppe et comprend qu'une part importante de la somme n'y est plus. Mouromski crie au scandale, demande l'arrestation de tout le monde, demande une audience avec le Prince, puis lance l'enveloppe au visage de Varravine. Soudain, le prince entre accompagné d'un haut fonctionnaire, ils découvrent la raison du scandale et ordonnent que l’enveloppe soit annexé à l’affaire. Lorsque l'argent y est recompté, il s'y trouvent seulement 1 350 roubles.
Tarelkine entre chez Varravine et rapporte que Mouromski est mort en rentrant chez lui, ce qui est une issue inespérée, qui efface toute trace de l'incident. Tarelkine tente d'obtenir la moitié de la somme ayant participé à l'arnaque. Varravine lui rappelle qu'il a rendu tout l'argent au défunt, devant des témoins, et ajoute que si Tarelkine continue à exiger quoi que ce soit, il aura des ennuis.

## Personnages
- Candide Tarelkine, agent public
- Maxime Varravine, chef de Tarelkine
- Piotr Konstantinovitch Mouromski : propriétaire foncier
- Lidotchka : fille de Piotr Mouromski
- Vladimir Dmitrievitch Nelkine : voisin et ami des Mouromski
- Ivan Razdouvaïev, chargé d'affaires des Mouromski

## Adaptations
- 1991 : L'Affaire (Дело), film de Leonid Ptchiolkine, avec Innokenti Smoktounovski (Mouromski), Oleg Bassilachvili (Tarelkine), Mikhaïl Oulianov (Varravine) et Youri Yakovlev (prince)